# Marcel Delage
Die Marcel Delage war ein Torpedoboot der Marine Nationale das als Großes Torpedoboot des verbesserten Amtsentwurfs 1916Ms für die Kaiserliche Marine gebaut wurde. Das Boot befand sich gegen Kriegsende 1918 noch im Probefahrtsverhältnis. Es fuhr 1920 noch kurzzeitig unter deutscher Flagge, bevor es anschließend nach Frankreich ausgeliefert werden musste, wo das Boot zwischen 1922 und 1933 als Marcel Delage genutzt wurde.

## Geschichte
Die Großen Torpedoboote des Amtsentwurfs 1916Ms waren eine modifizierte Version des (Mobilmachungs)-Typs 1913Ms (S 49 bis G 96) von 1914. Einige Neuerungen, die aufgrund von dessen Bauverzögerung schon bei G 96, dem letzten Boot der Vorgängerserie umgesetzt wurden, wurden hier verwirklicht: Dazu zählte in erster Linie der Wegfall der Kuhl vor der Brücke und an deren Stelle ein durchgehendes Vordeck, was die Seefähigkeit wesentlich verbesserte. Die Bewaffnung mit 10,5-cm-Geschützen war Standard. Der bei den Vorgängerbooten als unzureichend angesehene Fahrbereich wurde durch die Nutzung von leeren Wallgangszellen für zusätzlichen Bunkerungsraum und durch Änderung der inneren Unterteilung erhöht. Insgesamt entstand ein den ersten Kriegserfahrungen angepasstes Fahrzeug. Im Endeffekt ließen sich die Boote ab G 96 schon optisch durch das erhöhte Vorschiff und ab V 125 auch durch den hohen Fockmast von ihren unmittelbaren Vorgängern unterscheiden.
Benannt wurde das Boot, wie üblich in der Kaiserlichen Marine, nach dem Anfangsbuchstaben der Werft, in dem Fall „H“ für Howaldt, sowie der fortlaufenden Ordnungsnummer. H 145 stellte 1926 das Ausgangsmuster für die Torpedoboote der Raubvogel-Klasse der Reichsmarine dar.

## Das Boot
Der Bauauftrag für H 147 und die Schwesterboote H 145 und H 146 wurde am 5. November 1916 an die Howaldtswerke in Kiel vergeben. Die Werft hatte bis dahin nur zwei Kleine Kreuzer und Großkampfschiffe für die Kaiserliche Marine gebaut. Ursächlich für die Zuweisung waren Kapazitätsprobleme auf der benachbarten Germaniawerft, die sich auf Anweisung des Reichsmarineamts (RMA) auf den U-Boot-Bau zu konzentrieren hatte. Howaldt hatte bis dato keine modernen Torpedoboote gebaut und besaß auch keine aktuellen Erfahrungen beim Bau derartiger kleiner wie komplexer Fahrzeuge. Um einen Baustillstand zu vermeiden, übernahm Howaldt die Pläne der Germaniawerft für seine eigenen Konstruktionen und die drei Boote entstanden als Lizenzprodukte von Germania. Die Antriebsanlage wurde vom Lizenzgeber bezogen, der damit die eigenen Kapazitäten bei der Turbinenherstellung ausnutzen konnte. Die Howaldt-Boote sollten ursprünglich zur Vergrößerung ihres Fahrbereichs zusätzlich eine Marschturbine mit Zahnradvorgelege auf die Steuerbordwelle erhalten, jedoch wurde dies durch Anweisung des RMA im April 1917 widerrufen. Das RMA legte angesichts fehlender Kapazitäten sowie Rohstoff- und Arbeitskräftemangel mehr Wert auf beschleunigte Fertigstellung. Die angestrengte materielle Lage des Reiches gestattete es bis Kriegsende, nur die beiden Schwesterboote H 145 und H 146 in Fahrt zu bringen und in die 14. Torpedoboots-Halbflottille der VII. Torpedoboots-Flottille einzureihen. Dagegen war H 147 zwar schiffbaulich fertig und absolvierte die Werftprobefahrten, wurde jedoch nicht mehr offiziell in Dienst gestellt und verblieb nach dem Waffenstillstand von Compiègne auf der Werft.

## Dienst in der französischen Marine

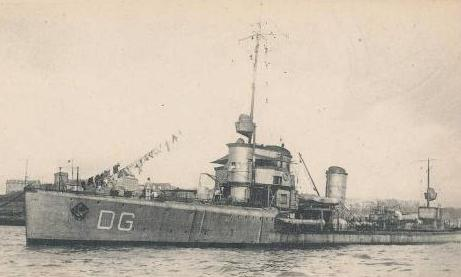
Torpilleur Marcel Delage 1922

H 147 gehörte nach der Selbstversenkung der Kaiserlichen Hochseeflotte in Scapa Flow am 21. Juni 1919 in der Bucht von Scapa Flow und dem Abschluss des Versailler Vertrags zur französischen Kriegsbeute. Dieser sah vor, dass die verbliebenen modernen Kriegsschiffe an die Siegermächte auszuliefern seien. Hierfür wurde das Boot offiziell am 13. Juli 1920 für die Vorläufige Reichsmarine in Dienst gestellt und bereits am 20. Juli mit weiteren Schiffen nach Cherbourg überführt. Dort übernahm die französische Marine das noch immer unbewaffnete Boot. Erst auf vielfaches Drängen und Drohen und unter Einfluss des Londoner Ultimatums gelang es, die fehlenden Ersatz- und Ausrüstungsteile aus Deutschland zu bekommen. Aus diesem Grund konnte die französische Marine H 147 erst im Jahr 1922 als Marcel Delage offiziell in Dienst nehmen. Benannt wurde es nach Capitaine de Vaisseau Marcel Delage (1862–1917), dem Kommandanten des durch das deutsche U-Boot U 64 1917 versenkten französischen Schlachtschiffs Danton, der beim Untergang seines Schiffs ums Leben kam. Es gehörte mit sieben weiteren ehemals deutschen Großen Torpedobooten zur 4. Französische Zerstörerflottille im Mittelmeer.
Ende 1929 bildete Marcel Delage (ex H 147) mit dem Schwesterboot Rageot de la Touche (ex H 146), der Pierre Durand (ex V 79) sowie dem neueren Vulcan-Boot Buino (ex V 130) die 10. Halbflottille. Wegen des Zulaufs modernerer Schiffe wurden alle vier Boote am 15. Februar 1933 außer Dienst gestellt und die beiden Vulcan-Boote anschließend abgewrackt. Die beiden Howaldt-Boote wurden noch bis 1935 als Reserveboote erhalten und dann in Toulon verschrottet.

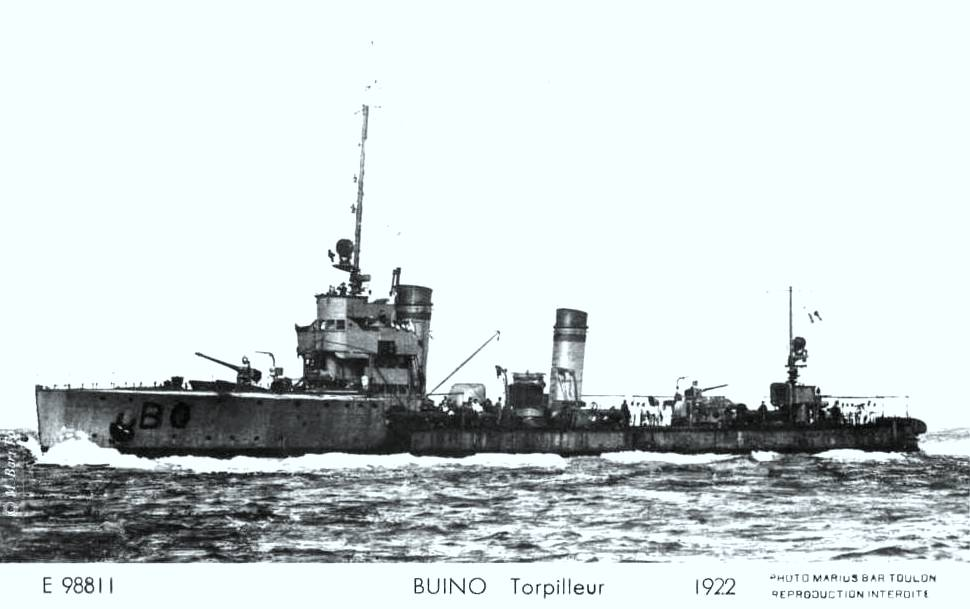
Buino ex V 130
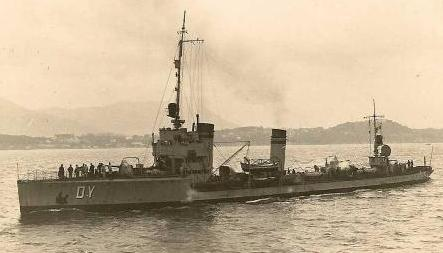
Deligny ex S 139
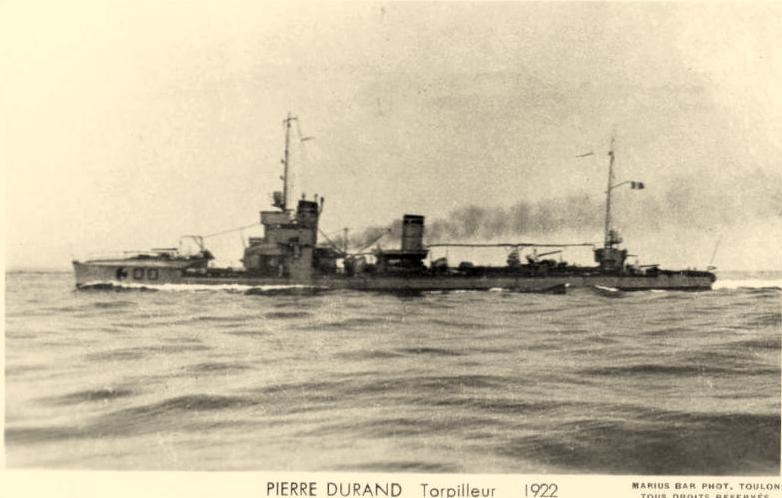
Pierre Durand ex V 79